# Liste des joueurs de l'AS Nancy-Lorraine
Voici la liste non exhaustive des joueurs ayant porté un jour le maillot de l'Association Sportive Nancy-Lorraine.
- Haut – A
- B
- C
- D
- E
- F
- G
- H
- I
- J
- K
- L
- M
- N
- O
- P
- Q
- R
- S
- T
- U
- V
- W
- X
- Y
- Z

## A
| Nom                   | Poste     | Période             | Nationalité sportive | Total matchs/Total buts | L1/Buts   | L2/Buts | Sélections/Buts |
| --------------------- | --------- | ------------------- | -------------------- | ----------------------- | --------- | ------- | --------------- |
| Laurent Abergel       | Milieu    | 2017-2019           | France               | 67/2                    |           | 60/2    |                 |
| Patrick Abraham       | Défenseur | 1975-1978           | France               | 1/0                     |           |         |                 |
| Manuel Abreu          | Défenseur | 1984-1987           | France               | 59/3                    |           |         |                 |
| Carlos Julio Acevedo  | Milieu    | 1977-1978           | Uruguay              | 10/4                    |           |         |                 |
| Santos Adailton       | Défenseur | 2005-2008           | Brésil               | 16/0                    | 16/0      |         |                 |
| Geoffrey Adjet        | Défenseur | 2008-2009           | France               | 6/1                     | 6/1       |         |                 |
| Youssef Aït Bennasser | Milieu    | 2015-2017           | Maroc                | 62/4                    | 26/3      | 33/1    | 24/0            |
| Edmond Akichi         | Milieu    | 2019-2022           | Côte d'Ivoire        | 82/0                    |           | 77/0    |                 |
| Paul Alo'o Efoulou    | Attaquant | 2008-2010 2011-2012 | Cameroun             | 64/12                   | 37/6 23/3 |         | 9/0             |
| Baptiste Aloé         | Défenseur | 2022-               | France               |                         |           |         |                 |
| Ibrahim Amadou        | Milieu    | 2012-2015           | France               | 66/2                    |           | 57/2    |                 |
| Silva André Luiz      | Défenseur | 2005-Jan. 2013      | Brésil               | 290/21                  | 253/20    |         |                 |
| Slobodan Antić        | Milieu    | 1979-1980           | Yougoslavie          | 28/8                    |           |         |                 |
| Jean-Luc Arribart     | Défenseur | 1984-1986           | France               | 81/6                    |           |         |                 |
| Jonathan Assous       | Milieu    | 2001-2003           | France               | 7/0                     |           | 6/0     |                 |
| Joël Auburtin         | Attaquant | 1977-1978           | France               | 2/0                     |           |         |                 |
| Philippe Avenet       | Milieu    | 1995-1997           | France               | 75/1                    | 30/0      | 39/1    |                 |
| Thomas Ayasse         | Milieu    | 2012-2014           | France               | 59/4                    | 17/2      | 35/0    |                 |
| Floyd Ayité           | Milieu    | 2009-2010           | Togo                 | 8/1                     | 6/0       |         | 46/11           |

## B
| Nom                    | Poste     | Période                  | Nationalité sportive | Total matchs/Total buts | L1/Buts   | L2/Buts   | Sélections/Buts |
| ---------------------- | --------- | ------------------------ | -------------------- | ----------------------- | --------- | --------- | --------------- |
| Abou-Malal Ba          | Milieu    | 2017-2019                | France               | 48/2                    |           | 42/2      |                 |
| Tobias Badila          | Défenseur | 2013-Jan. 2019           | République du Congo  | 97/4                    | 26/1      | 53/2      | 7/0             |
| Djamel Bakar           | Attaquant | 2009-2013                | Comores              | 134/14                  | 121/12    |           | 16/2            |
| Dagui Bakari           | Attaquant | 2005-Oct. 2005           | Côte d'Ivoire        | 1/0                     | 1/0       |           | 7/4             |
| Yanis Barka            | Attaquant | 2017-2018 2019-2021      | France               | 38/5                    |           | 8/0 26/2  |                 |
| Claude Barret          | Défenseur | 1990-1992                | France               | 50/0                    | 48/0      |           |                 |
| Éric Barret            | Défenseur | 1975-1980                | France               | 34/0                    |           |           |                 |
| Thomas Basila          | Défenseur | 2021-                    | France               | 28/2                    |           | 27/2      |                 |
| Amine Bassi            | Milieu    | 2016-2021                | Maroc                | 119/26                  | 1/0       | 105/24    |                 |
| Jean-Landry Bassilekin | Attaquant | 2012-2015                | Cameroun             | 5/0                     | 1/0       | 2/0       |                 |
| Mons Bassouamina       | Attaquant | 2018-Jan. 2019 2019-2021 | République du Congo  | 15/2                    |           | 11/0 1/0  | 1/0             |
| Christophe Bastien     | Milieu    | 1995-1999                | France               | 96/18                   | 41/3      | 45/12     |                 |
| Denis Bauda            | Défenseur | 1973-1974                | France               | 40/1                    |           |           |                 |
| Moustapha Bayal Sall   | Défenseur | Jan. 2012-2012           | Sénégal              | 2/0                     | 2/0       |           | 29/1            |
| Gérard Becker          | Défenseur | 1971-1973                | France               | 7/0                     |           |           |                 |
| Mathieu Béda           | Défenseur | 2001-2002                | France               | 17/0                    |           | 17/0      |                 |
| Serge Bellisi          | Milieu    | 1987-1989                | France               | 19/1                    |           |           |                 |
| François Bellugou      | Défenseur | 2013-2014                | France               | 46/1                    |           | 42/1      |                 |
| Abdelaziz Bennij       | Milieu    | 1987-1992                | Maroc                | 15/0                    |           |           |                 |
| Pascal Berenguer       | Milieu    | 2003-2011                | France               | 269/20                  | 175/12    | 55/4      |                 |
| Alain Bernard          | Attaquant | 1979-1980                | France               | 26/2                    |           |           |                 |
| Dorian Bertrand        | Attaquant | 2019-2022                | Madagascar           | 66/1                    |           | 56/1      | 3/0             |
| Éric Bertrand          | Défenseur | 1986-1992                | France               |                         | 82/1      | 62/3      |                 |
| Quentin Beunardeau     | Gardien   | Jan. 2014-2015           | France               | 2/0                     |           | 1/0       |                 |
| Frédéric Biancalani    | Milieu    | 1993-2001 2002-2009      | France               | 392/12                  | 87/3 98/1 | 91/4 77/2 |                 |
| Ludovic Biancalani     | Attaquant | 1994-1998                | France               | 4/0                     |           |           |                 |
| William Bianda         | Défenseur | 2021-2022                | France               | 26/1                    |           | 24/1      |                 |
| Ryan Bidounga          | Défenseur | 2019-2020                | République du Congo  | 6/0                     |           | 3/0       | 4/0             |
| Romarin Billong        | Défenseur | 2000-2002                | Cameroun             | 54/4                    |           | 47/3      | 12/0            |
| Mickaël Biron          | Attaquant | 2020-2022                | France               | 65/20                   |           | 62/19     |                 |
| Robert Blanc           | Attaquant | 1968-1970                | France               | 51/41                   |           |           |                 |
| Jean-Marie Blum        | Attaquant | 1968-1969                | France               | 3/0                     |           |           |                 |
| Antonin Bobichon       | Milieu    | Jan. 2022-2022           | France               | 20/1                    |           | 19/1      |                 |
| Cédric Bockhorni       | Défenseur | 2001-2004                | France               | 40/1                    |           | 35/1      |                 |
| Warren Bondo           | Milieu    | 2020-2022                | France               | 39/2                    |           | 34/2      |                 |
| Franck Bonora          | Attaquant | 1995-1997                | France               | 72/11                   | 28/5      | 39/6      |                 |
| Christophe Borbiconi   | Défenseur | 1992-1995                | France               | 37/1                    |           |           |                 |
| Jean-Pierre Borgoni    | Défenseur | 1970-1972                | France               | 15/0                    |           |           |                 |
| Franck Boschetti       | Défenseur | 1989-1991                | France               | 13/0                    |           |           |                 |
| Jérôme Bottelin        | Attaquant | 1996-1998 1999-2001      | France               | 52/5                    | 2/0 12/2  | 0/0 30/2  |                 |
| Ali Boumnijel          | Gardien   | 1991-1992                | Tunisie              | 7/0                     | 7/0       |           | 51/0            |
| Gennaro Bracigliano    | Gardien   | 2003-2011                | France               | 220/0                   | 149/0     | 56/0      |                 |
| Jean-Marc Branger      | Gardien   | 1992-1995                | France               | 42/0                    |           | 40/0      |                 |
| Gérard Braun           | Attaquant | 1967-1968                | France               | 32/4                    |           |           |                 |
| Jonathan Brison        | Milieu    | 2002-Jan. 2012           | France               | 277/15                  | 180/10    | 61/4      |                 |
| Bernard Bureau         | Attaquant | 1988-1990                | France               | 62/12                   |           | 57/12     |                 |
| Alexis Busin           | Attaquant | 2014-2016 Jan. 2017-2019 | France               | 81/9                    | 6/1       | 30/4 32/2 |                 |
| Gaëtan Bussmann        | Défenseur | 2022-                    | France               |                         |           |           |                 |

## C
| Nom                   | Poste     | Période                   | Nationalité sportive | Total matchs/Total buts | L1/Buts    | L2/Buts   | Sélections/Buts |
| --------------------- | --------- | ------------------------- | -------------------- | ----------------------- | ---------- | --------- | --------------- |
| Bocundji Ca           | Milieu    | 2009-2010                 | Guinée-Bissau        | 19/0                    | 17/0       |           | 20/1            |
| Erick Cabaco          | Défenseur | 2016-2017                 | Uruguay              | 22/0                    | 20/0       |           |                 |
| Jean Calvé            | Défenseur | 2008-Jan. 2009 2011-2012  | France               | 22/1                    | 10/0 8/1   |           |                 |
| David Camara          | Milieu    | 2001-2003                 | France               | 27/1                    |            | 22/1      |                 |
| Elhadj Seydou Camara  | Défenseur | 2001-2003                 | Sénégal              | 18/1                    |            | 16/1      |                 |
| Basile Camerling      | Attaquant | 2005-Jan. 2009            | France               | 9/1                     | 7/0        |           |                 |
| Jacky Canosi          | Défenseur | 1991-1993                 | France               | 50/0                    | 24/0       | 22/0      |                 |
| Stéphane Capiaux      | Milieu    | 1994-1998                 | France               | 136/8                   | 29/0       | 94/5      |                 |
| Bernard Caron         | Défenseur | 1975-1978                 | France               | 130/10                  |            |           |                 |
| Albert Cartier        | Défenseur | 1980-1987                 | France               | 193/2                   | 174/2      | 1/0       |                 |
| Tony Cascarino        | Attaquant | Jan. 1997-2000            | République d'Irlande | 118/45                  | 74/33      | 35/11     | 88/19           |
| Didier Casini         | Défenseur | 1982-1987                 | France               | 194/2                   |            |           |                 |
| Raúl Castronovo       | Attaquant | 1971-1974                 | Argentine            | 88/35                   |            |           |                 |
| Eddy Caullery         | Gardien   | 1980-1981                 | France               | 1/0                     |            |           |                 |
| Philippe Celdran      | Milieu    | 2004-Jan. 2005            | France               | 15/1                    |            | 11/0      |                 |
| Julien Cétout         | Milieu    | 2014-2018                 | France               | 129/8                   | 28/1       | 89/7      |                 |
| Sébastien Chabaud     | Milieu    | 2000-2003                 | France               | 113/14                  |            | 98/12     |                 |
| Aatif Chahechouhe     | Attaquant | 2009-Jan. 2012            | Maroc                | 9/0                     | 7/0        |           | 12/1            |
| Johann Chapuis        | Milieu    | 2000-2001                 | France               | 14/1                    |            | 13/1      |                 |
| Fathi Chebel          | Milieu    | 1975-1979                 | Algérie              | 50/3                    |            |           |                 |
| Jean-Paul Chenevotot  | Milieu    | 1971-1974                 | France               | 47/5                    |            |           |                 |
| Christian Chenu       | Milieu    | 1973-1977                 | France               | 58/0                    |            |           |                 |
| Sergey Chernik        | Gardien   | 2010-2013                 | Biélorussie          | 54/0                    | 17/0       | 27/0      | 23/0            |
| Stéphane Chevalier    | Milieu    | 1983-1986                 | France               | 12/0                    |            |           |                 |
| Saïd Chiba            | Milieu    | 1999-Jan. 2001            | Maroc                | 34/1                    | 26/1       | 6/0       | 41/5            |
| Zygmunt Chlosta       | Défenseur | 1969-1970                 | France               | 26/5                    |            |           |                 |
| Romain Chouleur       | Milieu    | 2005-Jan. 2008            | France               | 4/0                     | 3/0        |           |                 |
| Michaël Chrétien      | Défenseur | 2002-2011 2015-2018       | Maroc                | 343/12                  | 168/3 13/0 | 90/6 29/1 | 36/0            |
| Guy Christoph         | Attaquant | 1968-1970                 | France               | 15/2                    |            |           |                 |
| Michel Ciaravino      | Attaquant | 1977-1978                 | France               | 12/1                    |            |           |                 |
| Saliou Ciss           | Défenseur | 2019-2022                 | Sénégal              | 73/12                   |            | 69/11     | 37/0            |
| Ibrahim Cissé         | Défenseur | 2022-                     | Côte d'Ivoire        |                         |            |           |                 |
| Lamine Cissé          | Attaquant | 2020-                     | France               | 25/2                    |            | 22/2      |                 |
| Ousmane Cissokho      | Attaquant | 2019-2021                 | Sénégal              | 53/1                    |            | 47/1      |                 |
| Jérémy Clément        | Milieu    | 2017-2019                 | France               | 36/0                    |            | 29/0      |                 |
| Jean-Claude Cloët     | Défenseur | 1975-1982                 | France               | 218/5                   |            |           |                 |
| Jean-Paul Cohuet      | Milieu    | 1974-1977                 | France               | 73/5                    |            |           |                 |
| Alain Collina         | Milieu    | 1978-1982                 | France               | 37/0                    |            |           |                 |
| Didier Combe          | Défenseur | 1995-1996                 | France               | 34/0                    |            | 29/0      |                 |
| Gilbert Conrath       | Gardien   | 1972-1973                 | France               | 1/0                     |            |           |                 |
| Hugo Constant         | Gardien   | 2020-2022                 | France               | 2/0                     |            | 2/0       |                 |
| Pablo Correa          | Attaquant | 1995-Déc. 2000            | Uruguay              | 138/32                  | 37/6       | 82/22     |                 |
| Abdou Karim Coulibaly | Milieu    | 2012-2017                 | Sénégal              | 93/15                   | 18/0       | 59/10     |                 |
| Séga Coulibaly        | Défenseur | 2018-2019 2020-Avril 2021 | France               | 45/2                    |            | 14/0 22/2 |                 |
| Alexandre Cropanese   | Milieu    | 2022-                     | France               |                         |            |           |                 |
| Stéphane Crucet       | Attaquant | Jan. 2003-2003            | France               | 7/0                     |            | 7/0       |                 |
| Joffrey Cuffaut       | Défenseur | 2013-2018                 | France               | 152/6                   | 30/1       | 104/4     |                 |
| Carlos Curbelo        | Défenseur | 1972-1980                 | France               | 281/35                  | 211/30     | 32/1      | 2/0             |
| Gaston Curbelo        | Attaquant | 2000-2010                 | Uruguay              | 210/28                  | 89/6       | 92/17     |                 |
| Alexandre Cuvillier   | Milieu    | 2010-Jan. 2012 2013-2014  | France               | 75/6                    | 33/2       | 35/3      |                 |

## D
| Nom                  | Poste     | Période                  | Nationalité sportive | Total matchs/Total buts | L1/Buts     | L2/Buts    | Sélections/Buts |
| -------------------- | --------- | ------------------------ | -------------------- | ----------------------- | ----------- | ---------- | --------------- |
| Stéphane d'Angelo    | Gardien   | 1985-1986                | France               | 40/0                    | 37/0        |            |                 |
| Manuel Da Costa      | Défenseur | 2005-2006                | Maroc                | 13/1                    | 10/0        |            | 39/1            |
| Danilson da Cruz     | Milieu    | 2018-2019                | Cap-Vert             | 11/0                    |             | 10/0       | 3/0             |
| Maurice-Junior Dalé  | Attaquant | 2014-2017 Jan. 2018-2019 | France               | 141/27                  | 25/3        | 73/18 27/2 |                 |
| Abdou Rahman Dampha  | Milieu    | 2012-2014                | Gambie               | 3/0                     | 0/0         | 1/0        | 2/0             |
| Didier Danio         | Attaquant | 1990-1993                | France               | 93/1                    | 56/1        | 33/0       |                 |
| Guy Darchicourt      | Défenseur | 1970-1971                | France               |                         |             |            |                 |
| Alain David          | Milieu    | 1976-1978                | France               |                         |             |            |                 |
| Pierre-Yves David    | Défenseur | 1994-1995                | France               | 45/4                    |             | 40/4       |                 |
| Patrick Delamontagne | Milieu    | 1980-1982                | France               | 68/13                   | 62/11       |            | 3/0             |
| Shaquil Delos        | Défenseur | 2021-2022                | France               | 36/0                    |             | 33/0       |                 |
| Joël Delpierre       | Défenseur | 1978-1981                | France               |                         |             |            |                 |
| Malaly Dembélé       | Attaquant | 2017-2020                | France               | 71/10                   |             | 57/7       |                 |
| Mana Dembélé         | Attaquant | 2014-2015                | Mali                 | 34/12                   |             | 31/12      | 9/0             |
| Claude Deplanche     | Défenseur | 1974-1977 <1988-1990     | France               | 86/5                    | 6/0         | 5/0 67/5   |                 |
| Sieben Dewaele       | Milieu    | 2021-2022                | Belgique             | 20/0                    |             | 17/0       |                 |
| Ange Di Caro         | Attaquant | 1973-1976                | France               |                         |             |            |                 |
| Éric Di Meco         | Défenseur | 1986-1987                | France               |                         | 30/1        |            | 23/0            |
| Issiar Dia           | Attaquant | 2006-2010 2016-2017      | Sénégal              | 171/25                  | 115/13 31/8 |            | 21/2            |
| Cheick Diabaté       | Attaquant | 2009-2010                | Mali                 | 3/0                     | 2/0         |            | 39/15           |
| Modou Diagne         | Défenseur | 2013-2019                | Sénégal              | 116/4                   | 22/1        | 79/3       |                 |
| Demba Diagouraga     | Milieu    | 2004-2005                | France               | 9/1                     |             | 6/0        |                 |
| Pape Diakhaté        | Défenseur | 2001-2007 Jan. 2016-2016 | Sénégal              | 168/3                   | 66/2        | 75/1 5/0   | 38/1            |
| Samba Diakité        | Milieu    | 2009-Jan. 2012           | Mali                 | 46/3                    | 41/0        |            | 9/0             |
| Abdoulaye Diallo     | Gardien   | 2022-                    | Sénégal              |                         |             |            | 17/0            |
| Alou Diarra          | Milieu    | 2016-2017                | France               | 23/2                    | 18/2        |            | 44/0            |
| Karim Djellal        | Défenseur | 2001-2003                | Algérie              | 1/0                     |             | 1/0        |                 |
| Ande Dona Ndoh       | Attaquant | 2019-2021                | Cameroun             | 27/3                    |             | 21/1       |                 |
| Christian Donnat     | Milieu    | 1974-1975                | France               |                         |             |            |                 |
| Tosin Dosunmu        | Attaquant | 2006-Jan. 2007           | Nigeria              | 15/2                    | 11/1        |            | 2/0             |
| Geoffrey Doumeng     | Milieu    | 2004-2005                | France               | 30/1                    |             | 25/1       |                 |
| Daniel Druda         | Milieu    | 1970-1972                | France               |                         |             |            |                 |
| Eddy Dublin          | Attaquant | 1967-1971                | France               |                         |             |            |                 |
| Emmanuel Duchemin    | Milieu    | 2003-2008                | France               | 135/6                   | 50/1        | 62/4       |                 |
| Laurent Dufresne     | Attaquant | 2001-2005                | France               | 118/46                  |             | 101/37     |                 |
| Gilbert Dussier      | Attaquant | 1975-1977                | Luxembourg           |                         |             |            |                 |

## E
| Nom                    | Poste     | Période        | Nationalité sportive | Total matchs/Total buts | L1/Buts | L2/Buts | Sélections/Buts |
| ---------------------- | --------- | -------------- | -------------------- | ----------------------- | ------- | ------- | --------------- |
| Fabrice Ehret          | Milieu    | 2014-2015      | France               | 1/0                     |         | 1/0     |                 |
| Rolland Ehrhardt       | Milieu    | 1968-1973      | France               | 79/16                   |         |         |                 |
| Neil El Aynaoui        | Milieu    | 2021-          | France               | 28/2                    |         | 24/2    |                 |
| Abdelhamid El Kaoutari | Défenseur | Jan. 2019-2022 | Maroc                | 81/0                    |         | 73/0    | 13/0            |
| Patrik Eler            | Attaquant | 2017-2018      | Slovénie             | 12/3                    |         | 8/1     |                 |
| Wagneau Eloi           | Attaquant | 1995-1997      | France               |                         | 23/1    | 18/6    |                 |
| Michel Engel           | Défenseur | 1990-1994      | France               | 94/0                    |         |         |                 |
| Baptiste Etcheverria   | Défenseur | 2022-          | France               |                         |         |         |                 |
| Yves Etienne           | Attaquant | 1983-1985      | France               | 9/0                     |         |         |                 |

## F
| Nom                   | Poste     | Période                  | Nationalité sportive | Total matchs/Total buts | L1/Buts | L2/Buts  | Sélections/Buts |
| --------------------- | --------- | ------------------------ | -------------------- | ----------------------- | ------- | -------- | --------------- |
| Moreno Fabiani        | Défenseur | 1983-1985                | France               |                         |         |          |                 |
| David Fanzel          | Défenseur | 1996-1997                | France               |                         | 32/0    |          |                 |
| Bertrand Fayolle      | Attaquant | 2004-2005                | France               | 33/8                    |         | 30/6     |                 |
| Adriano Fegic         | Attaquant | 1985-1986                | Slovénie             |                         |         |          |                 |
| Julien Féret          | Milieu    | 2008-2011                | France               | 120/20                  | 104/15  |          |                 |
| Jean-Claude Fernandes | Milieu    | 1994-1996                | France               | 48/3                    |         | 45/3     |                 |
| Demetrius Ferreira    | Défenseur | 1998-2000                | Brésil               | 62/1                    | 57/1    |          |                 |
| Jean-Michel Ferrière  | Attaquant | 1980-1982                | France               |                         |         |          |                 |
| Mathias Fischer       | Défenseur | 2017-Oct. 2018 2020-2021 | France               | 12/0                    |         | 3/0 7/0  |                 |
| Paul Fischer          | Défenseur | 1988-2002                | France               | 278/3                   | 72/3    | 183/0    |                 |
| Pascal Fisson         | Défenseur | 1983-1985                | France               |                         |         |          |                 |
| Nicolas Florentin     | Attaquant | 1997-Jan. 2000 2001-2002 | France               | 37/7                    | 2/0     | 1/0 27/5 |                 |
| Eduardo Florès        | Milieu    | 1972-1974                | Argentine            |                         |         |          |                 |
| Thomas Fontaine       | Défenseur | Jan. 2022-2022           | Madagascar           | 14/0                    |         | 14/0     | 23/1            |
| Roger Formica         | Défenseur | 1967-1974                | France               |                         |         |          |                 |
| Guy Formici           | Gardien   | 1969-1970                | France               |                         |         |          |                 |
| Marc-Antoine Fortuné  | Attaquant | 2007-2009                | France               | 80/15                   | 71/12   |          |                 |
| Jean-Michel Fouché    | Gardien   | 1972-1974                | France               |                         |         |          |                 |
| Frédéric Fouret       | Attaquant | Jan. 2001-2004           | France               | 95/19                   |         | 78/14    |                 |
| Jean-Luc Fournier     | Défenseur | 1985-1987                | France               |                         |         |          |                 |
| Jean-Marie Frechein   | Attaquant | 1974-1975                | France               |                         |         |          |                 |

## G
| Nom                    | Poste     | Période             | Nationalité sportive | Total matchs/Total buts | L1/Buts     | L2/Buts | Sélections/Buts |
| ---------------------- | --------- | ------------------- | -------------------- | ----------------------- | ----------- | ------- | --------------- |
| Patrick Gabriel        | Milieu    | 1981-1988           | France               |                         |             |         |                 |
| Christophe Garcia      | Attaquant | 1979-1980           | France               |                         |             |         |                 |
| Charles Gasparini      | Milieu    | 1967-1973           | France               |                         |             |         |                 |
| Franck Gava            | Milieu    | 1986-1992           | France               | 165/19                  | 73/9        | 90/10   | 3/0             |
| Benjamin Gavanon       | Milieu    | 2003-2009 2010-2011 | France               | 256/15                  | 132/12 23/0 | 71/2    |                 |
| Vincent Gé             | Défenseur | 1985-1988           | France               |                         |             |         |                 |
| Bruno Germain          | Milieu    | 1982-1986           | France               | 146/14                  | 130/12      |         | 1/0             |
| Denis Gerval           | Milieu    | 1988-1991           | France               | 28/1                    | 0/0         | 25/1    |                 |
| Jean-Marc Giachetti    | Attaquant | 1974-1975           | France               |                         |             |         |                 |
| Alexandre Giacomini    | Milieu    | 2022-               | France               |                         |             |         |                 |
| Serge Giordano         | Attaquant | 1976-1977           | France               |                         |             |         |                 |
| Victor Glaentzlin      | Attaquant | Oct. 2022-          | France               |                         |             |         |                 |
| Bernus Goram           | Attaquant | 1978-1982           | France               |                         |             |         |                 |
| Romain Grange          | Milieu    | 2012-2015           | France               | 63/6                    | 20/2        | 34/3    |                 |
| Phil Gray              | Attaquant | 1996-Jan. 1997      | Irlande du Nord      |                         | 16/4        |         | 26/6            |
| Gérard Grégoire        | Défenseur | 1969-1971           | France               |                         |             |         |                 |
| Damien Grégorini       | Gardien   | Jan. 2007-2014      | France               | 122/0                   | 94/0        | 7/0     |                 |
| Tchiressoua Guel       | Milieu    | Jan. 2005-2005      | Côte d'Ivoire        | 6/0                     |             | 6/0     | 71/9            |
| Ludovic Guerriero      | Milieu    | 2003-2005 2006-2008 | France               | 16/0                    | 7/0         | 2/0     |                 |
| Makhtar Gueye          | Attaquant | 2019-2020           | Sénégal              | 24/7                    |             | 20/5    |                 |
| Diallo Guidileye       | Milieu    | 2015-2017           | Mauritanie           | 61/0                    | 24/0        | 30/0    | 26/2            |
| Veigar Páll Gunnarsson | Attaquant | Jan. 2009-Jan. 2010 | Islande              | 6/0                     | 5/0         |         | 33/5            |

## H
| Nom                 | Poste     | Période                            | Nationalité sportive | Total matchs/Total buts | L1/Buts         | L2/Buts     | Sélections/Buts |
| ------------------- | --------- | ---------------------------------- | -------------------- | ----------------------- | --------------- | ----------- | --------------- |
| Giovanni Haag       | Milieu    | 2018-Jan. 2020 2020-               | France               | 59/5                    |                 | 3/0 50/5    |                 |
| Mustapha Hadji      | Milieu    | 1992-1996                          | Maroc                |                         |                 | 134/31      | 64/12           |
| Youssouf Hadji      | Attaquant | 1998-2003 Jan. 2007-2011 2014-2018 | Maroc                | 385/94                  | 5/0 131/39 26/0 | 94/13 96/33 | 64/16           |
| Massadio Haïdara    | Défenseur | 2010-Jan. 2013                     | Mali                 | 51/0                    | 46/0            |             | 13/1            |
| Rachid Hamdani      | Milieu    | 2006-2007                          | Maroc                | 3/0                     | 2/0             |             | 2/0             |
| Ziri Hammar         | Attaquant | 2010-2013                          | Algérie              | 10/0                    | 9/0             |             |                 |
| Péter Hannich       | Milieu    | 1986-1987                          | Hongrie              |                         |                 |             |                 |
| Pascal Harmand      | Défenseur | 1986-1988 1989-1991                | France               |                         | 15/0 4/0        | 28/0 19/0   |                 |
| Mauricio Helder     | Défenseur | 2008-2009 2011-Jan. 2013           | Brésil               | 38/2                    | 16/0 14/0       |             |                 |
| Yves Herbet         | Milieu    | 1971-1974                          | France               |                         |                 |             |                 |
| Denis Hindelang     | Milieu    | 1986-1990                          | France               |                         | 37/2            | 41/0        |                 |
| Vincent Hognon      | Défenseur | 1993-2002                          | France               | 227/9                   | 53/0            | 149/9       |                 |
| Jean-Pierre Holvoet | Gardien   | 1971-1972                          | France               |                         |                 |             |                 |
| Richard Honorine    | Défenseur | 1988-1990                          | France               | 35/0                    |                 | 33/0        |                 |
| Jean-Marie Huriez   | Défenseur | 1991-1992                          | France               | 2/0                     | 2/0             |             |                 |

## I
| Nom               | Poste  | Période   | Nationalité sportive | Total matchs/Total buts | L1/Buts | L2/Buts | Sélections/Buts |
| ----------------- | ------ | --------- | -------------------- | ----------------------- | ------- | ------- | --------------- |
| Jonathan Iglesias | Milieu | 2014-2016 | Uruguay              | 60/2                    |         | 52/2    |                 |

## Jac
| Nom                | Poste     | Période             | Nationalité sportive | Total matchs/Total buts | L1/Buts | L2/Buts | Sélections/Buts |
| ------------------ | --------- | ------------------- | -------------------- | ----------------------- | ------- | ------- | --------------- |
| Vincent Jacquemin  | Milieu    | 1984-1986           | France               | 3/0                     |         |         |                 |
| Robert Jacques     | Attaquant | 1982-1985           | France               | 95/27                   |         |         |                 |
| Jean-Luc Jacquinot | Défenseur | 1983-1984           | France               | 16/0                    |         |         |                 |
| Sylvain Jannaud    | Attaquant | 1974-1976           | France               | 27/9                    |         |         |                 |
| Philippe Jeannol   | Défenseur | 1975-1984           | France               |                         | 240/38  |         | 1/0             |
| Benjamin Jeannot   | Attaquant | 2010-2012 2013-2014 | France               | 51/6                    | 15/0    | 31/6    |                 |
| Julian Jeanvier    | Défenseur | 2012-2013           | Guinée               | 11/0                    | 6/0     |         | 6/0             |
| Yassine Jebbour    | Défenseur | Jan. 2013-2013      | Maroc                | 19/0                    | 17/0    |         | 2/0             |
| Jung Jo-Gook       | Attaquant | 2011-2012           | Corée du Sud         | 21/2                    | 20/2    |         | 13/4            |
| Junior Joachim     | Attaquant | Jan. 2013-2015      | France               | 3/0                     | 2/0     | 0/0     |                 |
| Geoffrey Jourdren  | Gardien   | 2017-Nov. 2018      | France               | 24/0                    |         | 23/0    |                 |
| Andrew Jung        | Attaquant | 2021-2022           | France               | 36/5                    |         | 31/3    |                 |

## K
| Nom                    | Poste     | Période        | Nationalité sportive | Total matchs/Total buts | L1/Buts | L2/Buts | Sélections/Buts |
| ---------------------- | --------- | -------------- | -------------------- | ----------------------- | ------- | ------- | --------------- |
| Lossémy Karaboué       | Milieu    | 2011-2015      | France               | 135/10                  | 74/4    | 50/4    |                 |
| Souleymane Karamoko    | Défenseur | 2019-2022      | Mauritanie           | 78/0                    |         | 69/0    | 5/0             |
| Abdoulaye Khouma Keita | Milieu    | 2005-2007      | Sénégal              | 4/0                     | 3/0     |         | 1/0             |
| Carlos Henrique Kim    | Attaquant | 2005-2008      | Brésil               | 88/15                   | 75/11   |         |                 |
| Laurent Kirmann        | Attaquant | 1984-1988      | France               | 20/4                    |         |         |                 |
| Soufiane Koné          | Attaquant | 1998-2002      | France               | 33/7                    | 32/6    | 0/0     |                 |
| Victor Konwlo          | Attaquant | 1995-1996      | Liberia              | 13/1                    |         | 10/1    | 26/11           |
| Anthony Koura          | Attaquant | 2016-Jan. 2019 | Burkina Faso         | 51/3                    | 15/1    | 26/2    | 2/0             |
| Jean-Paul Krafft       | Gardien   | 1967-1971      | France               | 104/0                   |         |         |                 |
| Éli Kroupi             | Attaquant | 2004-2006      | Côte d'Ivoire        | 56/23                   | 22/9    | 30/14   | 22/0            |
| Casimir Kubasiewicz    | Défenseur | 1967-1969      | France               | 65/1                    |         |         |                 |
| Antoine Kuszowski      | Attaquant | 1971-1973      | France               | 66/32                   |         |         |                 |

## L
| Nom                   | Poste     | Période                  | Nationalité sportive | Total matchs/Total buts | L1/Buts    | L2/Buts    | Sélections/Buts |
| --------------------- | --------- | ------------------------ | -------------------- | ----------------------- | ---------- | ---------- | --------------- |
| Bruno Lalevée         | Attaquant | 1983-1986                | France               |                         |            |            |                 |
| Bernard Lambourde     | Défenseur | Jan. 2003-2003           | France               | 13/1                    |            | 12/1       |                 |
| Ádám Lang             | Défenseur | Jan. 2018-2018           | Hongrie              | 14/0                    |            | 14/0       | 47/1            |
| Michel Lanini         | Milieu    | 1967-1975                | France               |                         |            |            |                 |
| Johan Lapeyre         | Gardien   | 2006-2008 2009-2010      | France               | 4/0                     | 2/0 0/0    |            |                 |
| Bertrand Laquait      | Gardien   | 1997-2002                | France               | 105/0                   | 39/0       | 55/0       |                 |
| Stéphane Laquait      | Milieu    | 1994-1995                | France               | 7/0                     |            | 2/0        |                 |
| Saliou Lassissi       | Défenseur | 2005-Jan. 2006           | Côte d'Ivoire        | 0/0                     |            |            | 8/0             |
| Michel Lator          | Défenseur | 1970-1972                | France               |                         |            |            |                 |
| Rosario Latouchent    | Défenseur | 2020-2022                | France               | 57/1                    |            | 51/1       |                 |
| Vojin Lazarevic       | Milieu    | 1970-1972                | Yougoslavie          |                         |            |            |                 |
| Ronan Le Crom         | Gardien   | Jan. 2011-2011           | France               | 0/0                     | 0/0        |            |                 |
| Bernard Lech          | Milieu    | 1968-1971                | France               |                         |            |            |                 |
| Cédric Lécluse        | Défenseur | 1991-2002 Jan. 2003-2007 | France               | 491/13                  | 114/1 41/1 | 201/3 62/4 |                 |
| Grégoire Lefebvre     | Milieu    | 2019-2022                | France               | 80/0                    |            | 70/0       |                 |
| Fabien Lefèvre        | Milieu    | 1999-2000                | France               | 30/3                    | 27/3       |            |                 |
| Reynald Lemaître      | Milieu    | 2009-2012                | France               | 80/2                    | 74/2       |            |                 |
| Roger Lemerre         | Milieu    | 1971-1973                | France               |                         |            |            |                 |
| Clément Lenglet       | Défenseur | 2013-Jan. 2017           | France               | 86/2                    | 18/0       | 59/2       | 15/1            |
| Marc Lerebours        | Attaquant | 1975-1978                | France               |                         |            |            |                 |
| Jean-Didier Leuregans | Milieu    | 1986-1990                | France               | 57/4                    |            |            |                 |
| Jin-Yu Li             | Attaquant | Jan. 1998-1998           | Chine                | 6/0                     | 6/0        |            | 67/23           |
| Frédéric Lipka        | Défenseur | 1992-1994                | France               |                         |            |            |                 |
| Johan Lion            | Défenseur | 1993-1995                | France               |                         |            |            |                 |
| Samuel Lobé           | Attaquant | 1984-1986 1987-1988      | France               |                         | 3/0 9/0    |            |                 |
| Dominique Lokoli      | Défenseur | 1979-1981                | France               |                         |            |            |                 |
| José Lopez            | Défenseur | 1971-1975                | France               |                         |            |            |                 |
| Jordan Lotiès         | Défenseur | 2009-2013                | France               | 109/2                   | 97/2       |            |                 |
| Jeff Louis            | Milieu    | 2012-2014                | Haïti                | 48/13                   | 13/0       | 30/12      | 32/4            |
| Arnaud Lusamba        | Milieu    | 2014-2016                | RD Congo             | 56/10                   |            | 49/10      | 2/0             |
| Hervé Lybohy          | Défenseur | 2019-2020                | Niger                | 28/2                    |            | 24/1       | 14/0            |

## M
| Nom                  | Poste     | Période                  | Nationalité sportive | Total matchs/Total buts | L1/Buts    | L2/Buts | Sélections/Buts |
| -------------------- | --------- | ------------------------ | -------------------- | ----------------------- | ---------- | ------- | --------------- |
| Rachid Maatar        | Défenseur | 1983-1984                | France Algérie       |                         |            |         |                 |
| Yann Mabella         | Attaquant | 2014-2017 2018-Jan. 2019 | République du Congo  | 10/2                    |            | 3/0 2/0 | 3/0             |
| Christopher Maboulou | Milieu    | 2018-2019                | France               | 10/1                    |            | 10/1    |                 |
| Damián Macaluso      | Défenseur | 2006-2010                | Uruguay              | 71/4                    | 59/4       |         |                 |
| Joseph Magiera       | Gardien   | 1970-1972                | France               |                         |            |         |                 |
| Jimmy Maillard       | Défenseur | 1995-1997                | France               | 31/1                    | 3/0        | 26/1    |                 |
| Chris Malonga        | Milieu    | 2007-2010                | République du Congo  | 81/12                   | 69/9       |         | 26/3            |
| Christophe Mandanne  | Attaquant | 2016-2017                | France               | 23/3                    | 20/1       |         |                 |
| Thomas Mangani       | Milieu    | 2011-2014                | France               | 98/1                    | 58/0       | 36/1    |                 |
| Faitout Maouassa     | Défenseur | 2015-2017                | France               | 24/4                    | 14/3       | 4/1     |                 |
| Florian Marange      | Défenseur | 2009-2010                | France               | 17/0                    | 16/0       |         |                 |
| Gérard Marchal       | Défenseur | 1967-1969                | France               |                         |            |         |                 |
| Vincent Marchetti    | Milieu    | 2016-2020                | France               | 65/2                    | 17/0       | 42/2    |                 |
| Louis Marcialis      | Attaquant | 1985-1987                | France               |                         |            |         |                 |
| Frédéric Marcilly    | Milieu    | 1996-1999                | France               |                         | 1/0        | 1/0     |                 |
| Jacques Marie        | Défenseur | 1967-1968                | France               |                         |            |         |                 |
| Hervé Mariot         | Défenseur | 1974-1975                | France               |                         |            |         |                 |
| Yves Mariot          | Attaquant | 1967-1972                | France               |                         |            |         |                 |
| Éric Martin          | Milieu    | 1979-1987 1989-1991      | France               | 326/11                  | 236/7 26/1 | 36/1    |                 |
| Hubert Martin        | Défenseur | 1983-1985                | France               |                         |            |         |                 |
| Joaquim Martinez     | Attaquant | 1974-1975                | France               |                         |            |         |                 |
| Bruno Martini        | Gardien   | 1983-1985                | France               | 75/0                    |            | 65/0    | 31/0            |
| Afonso Martins       | Défenseur | 1991-1995                | Portugal             |                         | 4/0        | 53/2    |                 |
| Sylvain Marveaux     | Milieu    | Jan. 2019-2019           | France               | 9/5                     |            | 9/5     |                 |
| Roland Massuci       | Milieu    | 1967-1968                | France               |                         |            |         |                 |
| Sylvain Matrisciano  | Gardien   | 1986-1992                | France               | 226/0                   | 109/0      | 102/0   |                 |
| Christian Mayet      | Attaquant | 1977-1978                | France               |                         |            |         |                 |
| Jules Prince Mendy   | Défenseur | 2022-                    | Sénégal              |                         |            |         |                 |
| Mehdi Meniri         | Défenseur | 1996-2000                | Algérie              | 96/6                    | 58/3       | 38/2    | 23/3            |
| Alain Merchadier     | Défenseur | 1978-1980                | France               |                         |            |         |                 |
| Mehdi Merghem        | Milieu    | 2020-2021                | France               | 8/0                     |            | 8/0     |                 |
| Serge Mesonès        | Milieu    | 1974-1976                | France               |                         |            |         |                 |
| Thierry Meyer        | Attaquant | 1982-1984                | France               |                         |            |         |                 |
| Carmelo Micciche     | Attaquant | 1991-1993                | France               |                         | 11/1       | 10/2    | 2/1             |
| Mickaël Michel       | Défenseur | 1992-1995                | France               |                         |            |         |                 |
| Dragan Miletic       | Défenseur | 1967-1969                | Yougoslavie          |                         |            |         |                 |
| Philippe Millot      | Défenseur | 1987-1989                | France               |                         |            |         |                 |
| Wilfried Moimbé      | Défenseur | 2018-2019                | France               | 28/2                    |            | 24/1    |                 |
| Yohan Mollo          | Milieu    | Jan. 2012-Jan. 2013 2013 | France               | 39/6                    | 36/6       | 2/0     |                 |
| Laurent Moracchini   | Milieu    | 1997-2002                | France               | 154/1                   | 56/0       | 75/0    |                 |
| Patrick Moreau       | Défenseur | 2002-2005                | France               | 74/3                    |            | 67/2    |                 |
| Marco Morgante       | Milieu    | 1989-1993                | France               | 73/10                   | 27/2       | 47/8    |                 |
| Baptiste Mouazan     | Milieu    | 2022-                    | France               |                         |            |         |                 |
| Benjamin Moukandjo   | Attaquant | 2011-2014                | Cameroun             | 94/23                   | 62/10      | 27/9    | 58/8            |
| Cédric Mouret        | Attaquant | 1999-2000                | France               | 8/2                     | 8/2        |         |                 |
| Mustapha Mouslim     | Milieu    | 1989-1990                | Maroc                |                         |            |         |                 |
| Youssef Moustaïd     | Milieu    | 1994-2003                | France               | 171/7                   | 56/1       | 118/4   |                 |
| Jean-Michel Moutier  | Gardien   | 1975-1984                | France               |                         |            |         |                 |
| Vincent Muratori     | Défenseur | 2012-2020                | France               | 203/1                   | 32/0       | 149/1   |                 |

## N
| Nom                    | Poste     | Période                  | Nationalité sportive | Total matchs/Total buts | L1/Buts   | L2/Buts   | Sélections/Buts |
| ---------------------- | --------- | ------------------------ | -------------------- | ----------------------- | --------- | --------- | --------------- |
| Alfred N'Diaye         | Milieu    | 2008-2011                | Sénégal              | 73/0                    | 61/0      |           | 30/1            |
| Mayoro N'Doye          | Milieu    | 2022-                    | Sénégal              |                         |           |           |                 |
| Landry N'Guemo         | Milieu    | 2005-2009 2010-2011      | Cameroun             | 148/4                   | 94/2 33/2 |           | 42/3            |
| Serge N'Guessan        | Milieu    | 2016-2021                | Côte d'Ivoire        | 65/2                    | 9/0       | 43/0      | 14/2            |
| Patrick N'Tolla        | Défenseur | 2006                     | Cameroun             | 1/0                     | 1/0       |           |                 |
| Antal Nagy             | Défenseur | 1986-1987                | Hongrie              | 37/4                    |           |           |                 |
| Marvelous Nakamba      | Milieu    | 2013-2012                | Zimbabwe             | 2/0                     |           | 2/0       | 26/0            |
| Lenny Nangis           | Attaquant | 2022-                    | France               |                         |           |           |                 |
| Paul Nardi             | Gardien   | 2013-2015                | France               | 66/0                    |           | 62/0      |                 |
| Guy Roland Ndy Assembe | Gardien   | 2011-2013 2014-2019      | Cameroun             | 152/0                   | 47/0 23/0 | 70/0      | 16/0            |
| Loris Néry             | Défenseur | 2018-2020                | France               | 38/0                    |           | 32/0      |                 |
| Pierre Neubert         | Défenseur | 1977-1983                | France               | 222/11                  |           |           |                 |
| Yeni Ngbakoto          | Milieu    | Jan. 2022-2022           | RD Congo             | 14/3                    |           | 14/3      | 2/0             |
| Santy Ngom             | Attaquant | Jan. 2019-2019           | Sénégal              | 16/3                    |           | 15/2      | 3/0             |
| Aurélien Nguiamba      | Milieu    | 2017-Jan. 2020 2020-2021 | France               | 36/0                    |           | 12/0 21/0 |                 |
| Benjamin Nicaise       | Milieu    | 2000-2004                | France               | 121/4                   |           | 104/3     |                 |
| Daniel Niculae         | Attaquant | 2011-2012                | Roumanie             | 31/6                    | 31/6      |           | 39/9            |
| Slavoljub Nikolić      | Milieu    | 1988-1990                | Yougoslavie          | 67/12                   |           | 62/12     | 2/0             |
| Arnaud Nordin          | Attaquant | 2017-2018                | France               | 30/6                    |           | 27/4      |                 |
| Placide Nyangala       | Défenseur | 1988-1989                | Gabon                | 2/0                     |           | 2/0       | 2/0             |

## O
| Nom                | Poste     | Période                            | Nationalité sportive | Total matchs/Total buts | L1/Buts   | L2/Buts   | Sélections/Buts |
| ------------------ | --------- | ---------------------------------- | -------------------- | ----------------------- | --------- | --------- | --------------- |
| Egutu Oliseh       | Milieu    | 1998-Jan. 2000 2000-2001 2002-2003 | Nigeria              | 53/0                    | 12/0      | 4/0 30/0  |                 |
| Wilson Oruma       | Milieu    | 1996-1997                          | Nigeria              | 23/0                    | 22/0      |           | 19/3            |
| Abdelnasser Ouadah | Milieu    | 1994-1996 1997-2000                | Algérie              | 95/6                    | 23/1      | 27/2 34/3 | 2/0             |
| Abdeslam Ouaddou   | Défenseur | 1999-2001 2008-2010                | Maroc                | 103/2                   | 16/0 44/2 | 31/0      | 56/3            |

## P
| Nom                  | Poste     | Période                  | Nationalité sportive | Total matchs/Total buts | L1/Buts    | L2/Buts | Sélections/Buts |
| -------------------- | --------- | ------------------------ | -------------------- | ----------------------- | ---------- | ------- | --------------- |
| Jean Palka           | Défenseur | 1968-1977                | France               |                         |            |         |                 |
| Kelvin Patrick       | Milieu    | 2021-2022                | Cap-Vert             | 8/0                     |            | 6/0     |                 |
| Pape Abdou Paye      | Défenseur | Jan. 2019-2019           | France               | 9/0                     |            | 9/0     |                 |
| Benoît Pedretti      | Milieu    | 2015-Fév. 2018           | France               | 72/1                    | 26/1       | 40/0    | 21/0            |
| Eric Pegorer         | Gardien   | 1982-1983 1984-1988      | France               |                         | 2/0 0/O    | 0/0     |                 |
| Lucas Pellegrini     | Défenseur | 2022-                    | France               |                         |            |         |                 |
| Loïc Pérard          | Défenseur | 1990-1991                | France               | 30/0                    | 29/0       |         |                 |
| Jacky Perdrieau      | Milieu    | 1976-1982                | France               |                         |            |         |                 |
| Alain Perrin         | Milieu    | 1971-1975                | France               |                         |            |         |                 |
| Vladimir Petrović    | Milieu    | 1987-1988                | Serbie               |                         |            |         |                 |
| Didier Philippe      | Attaquant | 1982-1987                | France               | 180/35                  | 165/30     |         |                 |
| Rayan Philippe       | Attaquant | 2020-2021                | France               | 16/0                    |            | 15/0    |                 |
| Fabrice Picot        | Attaquant | 1984-1986                | France               | 75/21                   | 69/18      |         |                 |
| Philippe Piette      | Milieu    | 1986-1988                | France               | 67/5                    | 29/3       | 34/2    |                 |
| Robert Pintenat      | Attaquant | 1978-1979                | France               |                         |            |         |                 |
| Michel Platini       | Milieu    | 1972-1979                | France               | 214/127                 | 150/81     | 33/17   | 72/41           |
| Gérard Pleimelding   | Attaquant | 1967-1970                | France               |                         |            |         |                 |
| Denis-Will Poha      | Milieu    | Jan. 2019-2019           | France               | 14/1                    |            | 14/1    |                 |
| Laurent Pokou        | Attaquant | 1976-1978                | Côte d'Ivoire        |                         |            |         |                 |
| Michel Prost         | Attaquant | 1973-1974                | France               |                         |            |         |                 |
| Joël Prou            | Attaquant | 1968-1970                | France               |                         |            |         |                 |
| Sébastien Puygrenier | Défenseur | 2003-2008 Jan. 2017-2018 | France               | 223/23                  | 95/10 54/9 | 47/0    |                 |
| Loïc Puyo            | Milieu    | 2015-2017                | France               | 53/5                    | 22/2       | 28/1    |                 |

## Q
| Nom | Poste | Période | Nationalité sportive | Total matchs/Total buts | L1/Buts | L2/Buts | Sélections/Buts |
| --- | ----- | ------- | -------------------- | ----------------------- | ------- | ------- | --------------- |
|     |       |         |                      |                         |         |         |                 |

## R
| Nom                   | Poste     | Période                  | Nationalité sportive | Total matchs/Total buts | L1/Buts | L2/Buts   | Sélections/Buts |
| --------------------- | --------- | ------------------------ | -------------------- | ----------------------- | ------- | --------- | --------------- |
| Éric Rabésandratana   | Défenseur | 1990-1997                | France               | 247/38                  | 89/10   | 142/24    |                 |
| Nicolas Rabuel        | Milieu    | 2000-2001                | France               | 15/0                    |         | 14/0      |                 |
| Fouad Rachid          | Milieu    | 2010-Jan. 2012 2012-2014 | Comores              | 8/0                     | 3/0 2/0 | 2/0       | 4/0             |
| Jean-Pierre Raczynski | Défenseur | 1971-1979                | France               |                         |         |           |                 |
| Olivier Rambo         | Attaquant | 1993-2005                | France               | 269/28                  | 78/4    | 187/24    |                 |
| Cyril Ramond          | Défenseur | 2001-2002                | France               | 20/0                    |         | 18/0      |                 |
| Antoine Redin         | Défenseur | 1967-1974                | France               |                         |         |           |                 |
| Loris Reina           | Défenseur | 2000-2001                | France               | 34/0                    |         | 30/0      |                 |
| Robert Rico           | Milieu    | 1974-1977                | France               |                         |         |           |                 |
| Anthony Rigole        | Attaquant | 2001-2003                | France               | 11/0                    |         | 10/0      |                 |
| Christophe Robert     | Attaquant | 1996-1997                | France               |                         | 23/1    |           |                 |
| Anthony Robic         | Attaquant | 2015-Jan. 2019           | France               | 104/17                  | 24/0    | 66/12     |                 |
| Thomas Robinet        | Attaquant | 2022-                    | France               |                         |         |           |                 |
| Kenny Rocha Santos    | Milieu    | 2019-2021                | Cap-Vert             | 66/6                    |         | 61/6      | 18/1            |
| Mickaël Rodrigues     | Défenseur | 1996-2001 2002-2003      | France               | 81/3                    | 37/1    | 24/1 14/0 |                 |
| Krasnodar Rora        | Milieu    | 1975-1977                | Croatie              |                         |         |           |                 |
| Frédéric Roux         | Gardien   | 1995-1999                | France               | 82/0                    | 33/0    | 42/0      |                 |
| Olivier Rouyer        | Attaquant | 1973-1974 1975-1981      | France               | 243/82                  | 210/73  |           | 17/2            |
| Francisco Rubio       | Milieu    | 1975-1983                | France               |                         |         |           |                 |
| Gergely Rudolf        | Attaquant | 2005-2007                | Hongrie              | 8/0                     | 5/0     |           | 28/10           |

## S
| Nom                  | Poste     | Période                  | Nationalité sportive | Total matchs/Total buts | L1/Buts   | L2/Buts  | Sélections/Buts |
| -------------------- | --------- | ------------------------ | -------------------- | ----------------------- | --------- | -------- | --------------- |
| Laurent Sachy        | Attaquant | 1992-1995                | France               |                         |           | 111/36   |                 |
| Nicolas Saint-Ruf    | Défenseur | 2017-Jan. 2018 2018-2019 | France               | 34/0                    |           | 6/0 21/0 |                 |
| Diafra Sakho         | Attaquant | 2022-                    | Sénégal              |                         |           |          | 13/3            |
| Gilles Salou         | Milieu    | 1992-1993                | France               | 28/1                    |           | 27/1     |                 |
| Brice Samba          | Gardien   | 2015-2016                | France               | 6/0                     |           | 2/0      |                 |
| Joël Sami            | Défenseur | 2008-2015                | RD Congo             | 197/6                   | 110/2     | 70/3     | 6/0             |
| Pape Sané            | Attaquant | 2018-2019                | Sénégal              | 10/1                    |           | 9/1      | 2/1             |
| Salif Sané           | Défenseur | 2011-2013                | Sénégal              | 70/5                    | 66/5      |          | 38/0            |
| Jérémy Sapina        | Défenseur | 2003-2007                | France               |                         | 0/0       | 2/0      |                 |
| Adrian Sarkissian    | Milieu    | 2005-2008                | Uruguay              | 43/3                    | 35/2      |          |                 |
| Serge Sarteaux       | Gardien   | 1967-1968                | France               |                         |           |          |                 |
| David Sauget         | Défenseur | 2006-2008                | France               | 68/2                    | 53/2      |          |                 |
| Jessy Savine         | Milieu    | 1994-1996 1997-Jan. 2000 | France               |                         | 1/0       | 3/0 8/2  |                 |
| Aurélien Scheidler   | Attaquant | Jan. 2021-2021           | France               | 16/4                    |           | 16/4     |                 |
| Sébastien Schemmel   | Défenseur | 1994-1998                | France               |                         | 32/0      | 73/1     |                 |
| Matthieu Schneider   | Milieu    | 1967-1969                | France               |                         |           |          |                 |
| Fabien Schneider     | Gardien   | 1993-1994                | France               | 33/0                    |           | 33/0     |                 |
| Alfred Schön         | Défenseur | 1991-1993                | Allemagne            |                         | 30/1      | 11/0     |                 |
| Philippe Schuth      | Gardien   | 2001-Fév. 2002           | France               | 20/0                    |           | 15/0     |                 |
| Jean-Philippe Séchet | Milieu    | 1991-1992 1996-1997      | France               |                         | 34/9 21/1 |          |                 |
| Thomas Seeliger      | Milieu    | Jan. 1992-1992           | Allemagne            |                         | 4/0       |          |                 |
| Ernest Seka          | Défenseur | 2018-2021                | Guinée               | 94/3                    |           | 87/2     | 10/0            |
| Elliot Simoes        | Milieu    | 2021-2022                | Angola               | 17/1                    |           | 14/0     |                 |
| Segundo Simon        | Attaquant | 1986-1988 1992-1993      | France               |                         | 7/0       | 26/0 1/0 |                 |
| Soares               | Défenseur | 2021-2022                | Guinée-Bissau        | 2/0                     |           | 1/0      |                 |
| Olivier Sorin        | Gardien   | 2001-Jan. 2007           | France               | 94/0                    | 16/0      | 54/0     |                 |
| Martin Sourzac       | Gardien   | 2019-2021 2022-          | France               | 19/0                    |           | 14/0     |                 |
| Samba Sow            | Attaquant | 2001-2003                | France               | 4/0                     |           | 3/0      |                 |
| Ray Stephen          | Attaquant | 1986-1991                | Écosse               | 161/58                  | 53/10     | 97/44    |                 |
| Heinz Stickel        | Milieu    | 1978-1979                | Allemagne            |                         |           |          |                 |
| Nenad Stojkovic      | Défenseur | 1990-1991                | Serbie               |                         | 37/2      |          | 32/1            |

## T
| Nom                 | Poste     | Période                  | Nationalité sportive | Total matchs/Total buts | L1/Buts | L2/Buts   | Sélections/Buts |
| ------------------- | --------- | ------------------------ | -------------------- | ----------------------- | ------- | --------- | --------------- |
| Ervin Taha          | Attaquant | 2022-                    | France               |                         |         |           |                 |
| Mehdi Taouil        | Milieu    | 2001-2003                | Maroc                | 8/0                     |         | 8/0       | 5/0             |
| Ryszard Tarasiewicz | Milieu    | 1990-1992                | Pologne              | 54/15                   | 52/15   |           | 58/9            |
| Francis Targon      | Gardien   | 1967-1968                | France               | 1/0                     |         |           |                 |
| Milan Tchop         | Défenseur | 1969-1971                | Yougoslavie          |                         |         |           |                 |
| Mamadou Thiam       | Attaquant | 2021-2022                | Sénégal              | 38/6                    |         | 35/6      |                 |
| Amin Tighazoui      | Milieu    | 2008-2009                | France               |                         | 1/0     |           |                 |
| Fabien Tissot       | Attaquant | 1992-1994                | France               | 16/1                    |         |           |                 |
| Serge Tognotti      | Défenseur | 1967-1969                | France               | 59/1                    |         |           |                 |
| Julien Tournut      | Défenseur | 2002-2005                | France               | 13/0                    |         | 7/0       |                 |
| Geoffray Toyes      | Défenseur | 2003-2004                | France               | 10/0                    |         | 9/0       |                 |
| Bakaye Traoré       | Milieu    | 2009-2012                | Mali                 | 80/11                   | 73/11   |           | 24/2            |
| Vinni Triboulet     | Attaquant | 2018-2019 Jan. 2020-2022 | France               | 68/8                    |         | 12/2 47/5 |                 |
| Nathan Trott        | Gardien   | 2021-2022                | Angleterre           | 23/0                    |         | 22/0      |                 |
| Branco Tucak        | Défenseur | 1983-1984                | Yougoslavie          | 22/0                    |         |           |                 |

## U
| Nom               | Poste     | Période   | Nationalité sportive | Total matchs/Total buts | L1/Buts | L2/Buts | Sélections/Buts |
| ----------------- | --------- | --------- | -------------------- | ----------------------- | ------- | ------- | --------------- |
| Isaak Umbdenstock | Défenseur | 2022-     | France               |                         |         |         |                 |
| Rubén Umpiérrez   | Milieu    | 1978-1985 | Uruguay              |                         | 230/62  |         |                 |

## V
| Nom                   | Poste     | Période        | Nationalité sportive | Total matchs/Total buts | L1/Buts | L2/Buts | Sélections/Buts |
| --------------------- | --------- | -------------- | -------------------- | ----------------------- | ------- | ------- | --------------- |
| Vagner Dias           | Attaquant | Jan. 2019-2020 | Cap-Vert             | 37/14                   |         | 33/13   | 10/1            |
| Marama Vahirua        | Attaquant | 2010-2011      | France               | 28/5                    | 25/5    |         |                 |
| David Vairelles       | Défenseur | 1997-1999      | France               | 1/0                     |         |         |                 |
| Tony Vairelles        | Attaquant | 1991-1995      | France               | 136/39                  | 14/7    | 113/32  | 8/1             |
| Baptiste Valette      | Gardien   | 2019-2022      | France               | 76/0                    |         | 69/0    |                 |
| Patrice Vicq          | Milieu    | 1971-1974      | France               | 91/20                   |         |         |                 |
| Jean-Marie Villeminey | Défenseur | 1973-1974      | France               | 2/0                     |         |         |                 |

## W
| Nom              | Poste     | Période             | Nationalité sportive | Total matchs/Total buts | L1/Buts | L2/Buts   | Sélections/Buts |
| ---------------- | --------- | ------------------- | -------------------- | ----------------------- | ------- | --------- | --------------- |
| Rémi Walter      | Milieu    | 2013-Jan. 2016      | France               | 78/3                    |         | 71/3      |                 |
| Laurent Weber    | Gardien   | 2002-2003           | France               | 14/0                    |         | 14/0      |                 |
| Samuel Wiart     | Attaquant | 1997-2001 2002-2003 | France               | 120/28                  | 59/13   | 61/8 10/0 |                 |
| Finn Wiberg      | Attaquant | 1970-1972           | Danemark             | 66/16                   |         |           |                 |
| Grégory Wimbée   | Gardien   | 1991-1992 1994-1997 | France               | 118/1                   | 36/1    | 0/0 82/0  |                 |
| Gabriel Winckel  | Attaquant | 1968-1969           | France               | 1/0                     |         |           |                 |
| Romain Wingerter | Défenseur | 2005-2007           | France               |                         | 1/0     |           |                 |
| René Woltrager   | Défenseur | 1967-1973           | France               | 116/2                   |         |           |                 |
| Christopher Wooh | Défenseur | 2020-2021           | Cameroun             | 14/2                    |         | 13/2      | 2/0             |

## X
| Nom | Poste | Période | Nationalité sportive | Total matchs/Total buts | L1/Buts | L2/Buts | Sélections/Buts |
| --- | ----- | ------- | -------------------- | ----------------------- | ------- | ------- | --------------- |
|     |       |         |                      |                         |         |         |                 |

## Y
| Nom             | Poste     | Période   | Nationalité sportive | Total matchs/Total buts | L1/Buts | L2/Buts | Sélections/Buts |
| --------------- | --------- | --------- | -------------------- | ----------------------- | ------- | ------- | --------------- |
| Alaeddine Yahia | Défenseur | 2017-2018 | Tunisie              | 21/0                    |         | 20/0    | 27/1            |

## Z
| Nom               | Poste     | Période             | Nationalité sportive | Total matchs/Total buts | L1/Buts | L2/Buts | Sélections/Buts |
| ----------------- | --------- | ------------------- | -------------------- | ----------------------- | ------- | ------- | --------------- |
| François Zahoui   | Milieu    | 1983-1987           | Côte d'Ivoire        | 120/9                   | 112/8   |         | 5/0             |
| Jean-Louis Zanon  | Milieu    | 1991-1993           | France               | 25/0                    | 16/0    | 9/0     | 1/0             |
| Marc Zanotti      | Milieu    | 1998-Jan. 1999      | France               | 10/0                    | 10/0    |         |                 |
| Fernando Zappia   | Défenseur | 1980-1983 1989-1990 | Argentine            | 131/1                   | 98/0    | 33/1    |                 |
| Pascal Zaremba    | Défenseur | 1987-1989           | France               | 71/2                    |         | 66/2    |                 |
| Aleksandr Zavarov | Milieu    | 1990-1995           | Ukraine              |                         | 57/10   | 76/13   | 41/6            |
| José Zé Alcino    | Attaquant | Jan. 2000-Jan. 2002 | Brésil               | 51/16                   | 9/3     | 36/12   |                 |
| Bernard Zénier    | Attaquant | 1978-1983           | France               | 165/63                  | 147/53  |         | 5/1             |
| Hubert Zénier     | Milieu    | 1969-1972           | France               | 71/2                    |         |         |                 |
| Simon Zenke       | Attaquant | 2012-Jan. 2013      | Nigeria              | 11/1                    | 9/1     |         |                 |
| Moncef Zerka      | Attaquant | 2000-2009           | Maroc                | 217/26                  | 88/13   | 86/4    | 11/1            |
| David Zitelli     | Attaquant | 1986-1992           | France               | 178/68                  | 83/18   | 83/45   |                 |
| Florent Zitte     | Attaquant | 2012-2015           | France               | 27/1                    | 8/1     | 14/0    |                 |
| François Zoko     | Attaquant | 2001-2004           | Côte d'Ivoire        | 80/9                    |         | 71/8    |                 |
| Distel Zola       | Milieu    | 2011-Jan. 2012      | RD Congo             | 2/0                     | 1/0     |         | 11/0            |
| Reynald Zrnjevic  | Attaquant | 2000-2002           | France               | 1/0                     |         | 1/0     |                 |